# 2003年賓格爾地震
2003年賓格爾地震是2003年5月1日清晨3點27分（當地時間）發生在土耳其東部賓格爾省的強烈地震，震级为MW 6.4级，震源深度为15公里，最大烈度為IX（9）度。此次地震造成至少177人罹難與520人受傷，約625棟房屋倒塌或嚴重受損，其中許多為新建成的學校大樓，罹難者中有84人為一所學校的宿舍大樓倒塌時遇難，該大樓共有5層，地震發生後數秒內即倒塌。